# Петрона
Петрона (італ. Petronà, сиц. Petrunau) — муніципалітет в Італії, у регіоні Калабрія, провінція Катандзаро.
Петрона розташована на відстані близько 490 км на південний схід від Рима, 20 км на північний схід від Катандзаро.
Населення — 2652 особи (2014).
Покровитель — S.S. Pietro e Paolo.

## Демографія
Населення за роками:

Станом на 1 січня 2023 року в муніципалітеті офіційно проживало 12 іноземців з 4 країн, серед них 11 громадян країн Євросоюзу.

## Сусідні муніципалітети
- Белькастро
- Черва
- Марчедуза
- Мезорака
- Серсале
- Цагаризе